# Menedemus (cynicus)
Menedemus van Lampsacus was een cynisch wijsgeer. Hij overdreef de leerstellingen van Diogenes van Sinope en Antisthenes in grote mate. Hij was zeer waarschijnlijk een leerling van Colotes van Lampsacus.